# Saku (Giappone)
Saku (佐久市?, Saku-shi) è una città giapponese della prefettura di Nagano.

## Evoluzione amministrativa
Nel corso degli anni è stata oggetto di sviluppi amministrativi e, il 1º aprile 2005, ha inglobato la città di Usuda.